# Muhammad Ayub Khan
Muhammad Ayub Khan (Haripur, Raj Britànic, 14 de maig de 1907 - Islamabad, Pakistan, 19 d'abril de 1974) militar i polític, va ser el segon President del Pakistan, i va governar entre 1958 i 1969.
Es va convertir en oficial de l'exèrcit indi el 1928. Va lluitar en diversos teatres d'operacions durant la Segona Guerra Mundial, primer com a major i després com a coronel i posterior a això va ascendir fins al final dels rangs en la milícia de la recentment independent Pakistan.
En 1958 el president pakistanès Iskander Mirza, va revocar la constitució del país i Ayub va passar a ser cap de llei marcial. Es va declarar a si mateix president aquest mateix any, exiliant a Mirza. Va establir estrets nexes amb Xina i el 1965 va iniciar una guerra amb l'Índia pel control de la regió de Caixmir. El fracàs de la presa de Caixmir, combinat amb el descontentament per les restriccions en els comicis, va induir a disturbis i Ayub va renunciar el 1969.